# Fiori Musicali (оркестр)
Fiori Musicali (с итал. — «музыкальные цветы») — британский камерный оркестр, специализирующийся на музыке XVI—XVIII веков. Основан в 1983 г. в Нортгемптоншире; бессменный руководитель и дирижёр — Пенелопа Рэпсон. Оркестр выступает как в полном составе (до 30 исполнителей), так и в формате камерного ансамбля (4-10 музыкантов), а также с участием одноимённого камерного хора.
Впервые оркестр привлёк к себе существенное внимание исполнением в 1992 г. в Лондоне оды Генри Пёрселла «Hail! Bright Cecilia» ровно в день 300-летия её премьеры. Вслед за этим оркестр выступил инициатором возобновления лондонских ежегодных фестивалей в честь Святой Цецилии, патронессы музыки, и является их базовым коллективом. Среди известных солистов, выступавших с ансамблем, — Элизабет Уоллфиш (скрипка), Памела Торби (продольная флейта), Джеймс Боумен (контратенор), Грейс Дэвидсон (сопрано). Среди записей Fiori Musicali — ряд редких произведений: «Месса лорда Нельсона» Йозефа Гайдна, «Русская симфония» Эрнеста Ванжуры, Реквием и другие духовные сочинения Яна Дисмаса Зеленки.